# Liste des navires de la Allan Line
Cette liste des navires de la Allan Line répertorie les bâtiments ayant fait partie de la flotte de cette entreprise de transport maritime transatlantique créée en 1819 en Écosse par Alexander Allan. La Allan Line, dont les bureaux principaux étaient situés à Glasgow et Montréal, prit un essor important dans les années 1860-1900 sous la direction de Hugh Allan. Elle a été rachetée en 1917 par la Canadian Pacific Steamship Company.

## Les navires à voile
| Année d'acquisition | Nom du navire | Chantier maritime | Tonnage (tjb) | Commentaires |
| ------------------- | ------------- | ----------------- | ------------- | ------------ |

## Les navires à vapeur
| Année d'acquisition | Nom du navire                    | Chantier maritime                             | Tonnage (tjb) | Commentaires |
| ------------------- | -------------------------------- | --------------------------------------------- | ------------- | --- |
| 1854                | Canadian (I)                     | Denny Shipbuilding, Dumbarton                 | 1764          | Premier navire à vapeur de la Allan Line, a fait naufrage près de Québec en 1857. |
| 1856                | Indian                           | Denny Shipbuilding, Dumbarton                 | 1764          | Utilisé entre Québec et Liverpool, a fait naufrage au large de la Nouvelle-Écosse en 1859. |
| 1856                | Anglo-Saxon                      | Denny Shipbuilding, Dumbarton                 | 1715          | Naufrage près du Cape Race à Terre-Neuve en 1863. |
| 1856                | North American                   | Denny Shipbuilding, Dumbarton                 | 1715          | Utilisé entre Liverpool et Montréal. Vendu en 1874. |
| 1858                | North Briton                     | Denny Shipbuilding, Dumbarton                 | 2187          | Utilisé entre Liverpool et Montréal. Naufrage en 1874 près des Îles de Mingan. |
| 1858                | Nova Scotian                     | Denny Shipbuilding, Dumbarton                 | 2108          | Utilisé entre Liverpool et le Canada ou les États-Unis. Démoli en 1893. |
| 1859                | Bohemian                         | Denny Shipbuilding, Dumbarton                 | 2200          | Utilisé entre Liverpool et Portland. Naufrage au large de Cap Elisabeth dans le Maine en 1864. |
| 1859                | Hungarian (I)                    | Denny Shipbuilding, Dumbarton                 | 2187          | Utilisé entre Liverpool et Montréal. Naufrage au large de l'île de Sable en 1861. |
| 1860                | Canadian (II)                    | Scotts Shipbuilding, Greenock                 | 1926          | Utilisé entre Liverpool et Portland ou Québec. Naufrage au large de Belle Isle en 1861. |
| 1861                | Hibernian                        | Denny Shipbuilding, Dumbarton                 | 1888          | Utilisé entre les ports nord-américains et Liverpool ou Glasgow. |
| 1861                | Norwegian (I)                    | Denny Shipbuilding, Dumbarton                 | 1888          | Utilisé entre Liverpool et Montréal. Naufrage au large de l'île Saint-Paul en 1863. |
| 1861                | Saint Andrew, Waldensian en 1873 | Barclay Curle, Anderston                      | 1432          | Utilisé entre Glasgow et Montréal puis vers les États-Unis. Démoli en 1903. |
| 1861                | Saint George                     | Barclay Curle, Anderston                      | 1468          | Utilisé entre Glasgow et Montréal. Naufrage au large de l'île au Phoque en 1869. |
| 1861                | Jura                             | J & G Thomson, Clydebank                      | 2241          | Construit pour la Cunard en 1854 et loué par la Allan en 1860 avant d'être acquis l'année suivante. Naufrage sur la Mersey en 1864. |
| 1862                | Saint Patrick                    | Alexander Stephen and Sons, Glasgow           | 1101          | Construit pour la Anchor Line en 1854 sous le nom de John Bell. Acquis par la Allan en 1862 et renommé. Vendu à un armateur italien après 1875 (date inconnue).                                                                                           |
| 1863                | Corinthian (I)                   | Denny Shipbuilding, Dumbarton                 | 1213          | Construit pour un armateur italien en 1856 et racheté par la Allan en 1863. Vendu en 1881. |
| 1864                | Saint David Phœnician en 1873    | Barclay Curle, Anderston                      | 1516          | Utilisé entre Glasgow ou Liverpool et le Canada puis vers l'Amérique du Sud en à partir de 1888. Démoli en 1905. |
| 1864                | Peruvian                         | Scotts Shipbuilding, Greenock                 | 2549          | Utilisé entre Glasgow ou Liverpool et le Canada. Démoli en 1905. |
| 1864                | Moravian                         | Scotts Shipbuilding, Greenock                 | 2481          | Utilisé entre Liverpool et Portland. Naufrage au large de la Nouvelle-Écosse en 1881. |
| 1864                | Belgian                          | Caird & Company (en), Greenock                | 2481          | Construit pour la Hamburg America Line en 1855 et racheté par la Allan en 1864. Vendu à la Dominion Liner en 1872. |
| 1867                | Austrian                         | Barclay Curle, Anderston                      | 2458          | Utilisé vers le Canada et l'Amérique du Sud. Démoli en 1905. |
| 1867                | Nestorian                        | Barclay Curle, Anderston                      | 2466          | Utilisé de l'Angleterre vers le Canada et les États-Unis. Démoli en 1897. |
| 1868                | Manitoban                        | Cammell Laird, Liverpool                      | 1810          | Construit en 1865 sous le nom d’Ottawa, le navire est acquis par la Allan en 1868 et renommé Manitoban. Utilisé entre Glasgow et les États-Unis. Démoli en 1899.                                                                                          |
| 1868                | Germany                          | Pearce, Stockton-on-Tees                      | 3244          | Utilisé entre Liverpool et Montréal puis à partir de 1872 vers La Nouvelle-Orléans. Naufrage au large de Bordeaux en 1872. |
| 1869                | European                         | Malcolmson Waterford                          | 2629          | Construit en 1866 pour la William Penn et racheté en 1869 par la Allan en 1869. Utilisé de Liverpool vers le Canada et les États-Unis. Vendu en 1889. |
| 1869                | Sweden                           | Barclay Curle, Glasgow                        | 908           | Utilisé pour le transport des émigrants entre la Suède et l'Amérique en passant par Hull et Liverpool. |
| 1869                | Prussian                         | A. & J. Inglis (en), Glasgow                  | 2794          | Utilisé de Liverpool ou Glasgow vers le Canada. Démoli en 1898. |
| 1870                | Caspian                          | London and Glasgow Co., Glasgow               | 2728          | Utilisé de Liverpool vers Baltimore. Démoli en 1897. |
| 1870                | Scandinavian (I)                 | R Steele, Greenock                            | 2840          | Utilisé de Liverpool et Glasgow vers le Canada. Démoli en 1899. |
| 1871                | Samartian                        | R Steele, Greenock                            | 3647          | Utilisé sur toutes les routes maritime nord-américaines. Démoli en 1908. |
| 1872                | Polynesian                       | R Steele, Greenock                            | 3983          | Utilisé entre Liverpool ou Glasgow et le Canada. Naufrage au large de Cape Race en 1909. |
| 1873                | Circassian                       | R Steele, Greenock                            | 3211          | Utilisé entre Liverpool et Montréal. Démoli en 1896. |
| 1873                | Canadian (III)                   | Thomas Royden (en), Liverpool                 | 2911          | Utilisé entre Liverpool ou Glasgow et le Canada puis à partir de 1892 vers l'Amérique du Sud. Démoli en 1903. |
| 1875                | Sardinian                        | R Steele, Greenock                            | 4349          | Propriété transférée à la Canadian Pacific Steamship Company en 1917. Démoli en 1923. |
| 1878                | Lucerne                          | Cammell Laird, Liverpool                      | 1925          | Utilisé sur toutes les routes maritimes, en particulier vers l'Amérique du Sud. Vendu au gouvernement américain en 1898. |
| 1880                | Persian                          | A. McMillan & Son, Dumbarton                  | 3923          | Démoli en 1902. |
| 1880                | Grecian                          | William Doxford (en), Sunderland              | 3613          | Utilisé entre Glasgow et le Canada ou les États-Unis. Recueille les naufragés de La Bourgogne en 1898. Démoli en 1902. |
| 1881                | Parisian                         | R. Napier and Sons Ltd, Glasgow               | 5359          | Utilisé entre Liverpool et le Canada ou les États-Unis. Démoli en 1914. |
| 1881                | Buenos Ayrean                    | Denny Shipbuilding, Dumbarton                 | 4005          | Utilisé entre Glasgow et le Canada ou les États-Unis. Démoli en 1910. |
| 1881                | Corean                           | William Doxford, Sunderland                   | 3488          | Utilisé entre Glasgow ou Londres et le Canada. Démoli en 1908. |
| 1882                | Hanoverian                       | William Doxford, Sunderland                   | 3603          | Utilisé entre Glasgow et le Canada ou les États-Unis. Naufrage au large de Terre-Neuve en 1885. |
| 1884                | Carthaginian                     | Govan Shipbuilders, Glasgow                   | 4444          | Utilisé entre Glasgow ou Liverpool et le Canada. Heurte une mine et coule au large de l'île d'Inishtrahull en 1917. |
| 1884                | Norwegian (II)                   | D. and W. Henderson, Glasgow                  | 3523          | Construit pour la Inman Line en 1865 et appelé City of New York. Utilisé entre Glasgow et le Canada ou les États-Unis. Démoli en 1903. |
| 1884                | Siberian                         | Govan Shipbuilding Co., Glasgow               | 3904          | Utilisé entre Glasgow et le Canada ouu les États-Unis. Démoli en Construit pour la Inman Line en 1865 et appelé City of New York. Utilisé entre Glasgow et le Canada ou les États-Unis. Démoli en 1912.                                                   |
| 1887                | Pomeranian                       | Earle's Shipbuilding (en), Kingston-upon-Hull | 4364          | Construit en 1882 sous le nom de Grecian Monarch et acheté par la Allan en 1887. Vendu à la Canadian Pacific en 1917 et torpillé en 1918. |
| 1887                | Assyrian                         | Earle's Shipbuilding, Kingston-upon-Hull      | 3317          | Construit en 1880 sous le nom de Assyrian Monarch et acheté par la Allan en 1887. Utilisé entre Glasgow et les États-Unis. Démoli en 1902. |
| 1887                | Rosarian                         | D. and W. Henderson, Glasgow                  | 3077          | Utilisé en grande partie sur les routes maritimes de l'Amérique du Sud. Démoli en 1910. |
| 1887                | Monte Videan                     | D. and W. Henderson, Glasgow                  | 3076          | Utilisé entre Glasgow et l'Amérique du Sud et entre Londres et Montréal. Démoli en 1910. |
| 1891                | Brazilian                        | D. and W. Henderson, Glasgow                  | 3204          | Utilisé entre Londres et Montréal. Vendu au Brésil en 1910. |
| 1891                | Numidian                         | D. and W. Henderson, Glasgow                  | 4838          | Utilisé entre Glasgow ou Liverpool et le Canada. Vendu à l'amirauté britannique en 1914 pour être coulé afin de bloquer un chenal maritime. |
| 1891                | Mongolian                        | D. and W. Henderson, Glasgow                  | 4838          | Utilisé entre Glasgow ou Liverpool et le Canada. Vendu à l'amirauté britannique en 1914. Torpillé en 1918. |
| 1891                | Californian                      | Alexander Stephen and Sons, Glasgow           | 4244          | Construit pour la Sate Line sous le nom de Sate of California, acquis par la Allan Line en 1891 et renommé. Utilisé entre Glasgow et New York. Vendu en 1901.                                                                                             |
| 1891                | State of Georgia                 | London and Glasgow Co., Glasgow, Glasgow      | 2490          | Construit en 1873 sous le nom de Georgia. Acquis par la Allan Line en 1891 et utilisé entre le Royaume-Uni et New-York. Vendu à la Aberdeen Line en 1893.                                                                                                 |
| 1891                | State of Indiana                 | Wingate, Glasgow                              | 2528          | Construit pour la State Line en 1874 et acquis par la Allan Line en 1891. Utilisé entre le Glasgow et New-York. Vendu à la Turquie en 1893. |
| 1891                | State of Nebraska                | London and Glasgow Co., Glasgow               | 3986          | Construit pour la State Line en 1880 et acquis par la Allan Line en 1891. Démoli en 1902. |
| 1891                | State of Nevada                  | London and Glasgow Co., Glasgow               | 1874          | Construit pour la State Line en 1874 et acquis par la Allan Line en 1891. Utilisé entre Glasgow et New-York. Vendu en 1893. |
| 1897                | Turenian                         | Dobbie Shipbuilding, Glasgow                  | 4021          | Construit pour la Twin Screw Line sous le nom de Tower Hill, acquis par la Allan Line en 1897 et renommé. Utilisé entre Glasgow et New York puis vers l'Amérique du Sud. Naufrage au large des îles du Cap-Vert en 1899.                                  |
| 1897                | Livonian                         | Dobbie Shipbuilding, Glasgow                  | 4162          | Construit en 1881 pour la Twin Screw Line sous le nom de Ludgate Hill, acquis par la Allan Line en 1897 et renommé. Utilisé entre Glasgow et les États-Unis. Vendu à l'amirauté britannique en 1914 et coulé afin de bloquer l'entrée du port de Douvres. |
| 1897                | Roumanian                        | Murray Shipbuilding                           | 4225          | Construit en 1883 pour la Twin Screw Line sous le nom de Richmont Hill, acquis par la Allan Line en 1897 et renommé. Vendu en 1898. |
| 1899                | Castilian                        | Workman, Clark & Co (de), Belfast             | 7441          | Naufrage dans la baie de Fundy au retour de son premier voyage en 1899. |
| 1899                | Bavarian                         | Denny Shipbuilding, Dumbarton                 | 10376         | Utilisé entre Liverpool à Montréal. Naufrage dans le fleuve Saint-Laurent en 1905 (sans perte de vie). |
| 1899                | Sicilian                         | Workman, Clark & Co, Belfast                  | 6224          | Utilisé entre Liverpool, Glasgow et Londres vers le Canada. Propriété transférée à la Canadian Pacific Steamship Company en 1917. |
| 1899                | Gallia                           | John Brown & Co, Clydebank                    | 4809          | Construit pour la Cunard en 1879 puis vendu à la Beaver Line en 1897 et acquis par la Allan Line en 1899. Démoli en 1899. |
| 1900                | Tunisian                         | Stephen Shipbuilding, Glasgow                 | 10576         | Utilisé entre Liverpool et le Canada. Propriété transférée à la Canadian Pacific Steamship Company en 1917. |
| 1900                | Corinthian (II)                  | Workman, Clark & Co, Belfast                  | 6227          | Utilisé entre Liverpool, Glasgow ou Londres et le Canada. Propriété transférée à la Canadian Pacific Steamship Company en 1917. |
| 1900                | Ontarian                         | Robert Duncan & Co, Port Glasgow              | 4078          | Utilisé uniquement pour le transport de marchandises. Vendu à la Donaldson Line en 1913. |
| 1901                | Ionian                           | Workman, Clark & Co, Belfast                  | 8268          | Utilisé entre Liverpool, Glasgow ou Londres vers le Canada. Propriété transférée à la Canadian Pacific Steamship Company en 1917 et torpillé par la suite.                                                                                                |
| 1901                | Pretorian                        | Furness Withy (en), Hartlepool                | 6498          | Utilisé entre Liverpool ou Glasgow vers le Canada. Propriété transférée à la Canadian Pacific Steamship Company en 1917. |
| 1901                | Huronian                         | Palmers Shipbuilding, Jarrow                  | 6550          | Utilisé entre Liverpool et le Canada. Disparu en mer en 1902. |
| 1901                | Australasian                     | John Brown & Co, Clydebank                    | 3662          | Construit par Napier Shipbuilding et John Brown & Co en 1884. Acquis par la Allan Line en 1901. Démoli après quelques voyages. |
| 1905                | Victorian                        | Workman, Clark & Co, Belfast                  | 10635         | Utilisé comme navire marchand armé lors de la Première Guerre mondiale. Propriété transférée à la Canadian Pacific Steamship Company en 1917. |
| 1905                | Virginian                        | Stephen Shipbuilding, Glasgow                 | 10757         | Utilisé entre Liverpool et le Canada. Transformé en navire marchand armé en 1914. Propriété transférée à la Canadian Pacific Steamship Company en 1917.                                                                                                   |
| 1907                | Grampian                         | Stephen Shipbuilding, Glasgow                 | 10955         | Utilisé entre Glasgow et Montréal. Propriété transférée à la Canadian Pacific Steamship Company en 1917. |
| 1907                | Corsican                         | Barclay Curle, Anderston                      | 11419         | Utilisé entre Glasgow et le Canada. Propriété transférée à la Canadian Pacific Steamship Company en 1917. |
| 1908                | Hesperian                        | Stephen Shipbuilding, Glasgow                 | 10920         | Utilisé entre Glasgow et le Canada. Torpillé au large de Fastnet Rock en 1915. |
| 1911                | Scotian                          | Harland and Wolff, Belfast                    | 10322         | Construit en 1898 pour la Holland America Line. Acquis par la Allan Line en 1911. Propriété transférée à la Canadian Pacific Steamship Company en 1917.                                                                                                   |
| 1912                | Scandinavian (II)                | Harland and Wolff, Belfast                    | 12099         | Construit sous le nom de Romanic en 1898 pour la White Star Line. Acquis par la Allan Line en 1912. Propriété transférée à la Canadian Pacific Steamship Company en 1917.                                                                                 |
| 1914                | Alsatian                         | William Beardmore, Dalmuir                    | 1848          | Utilisé comme navire marchand armé entre 1914 et 1918. Propriété transférée à la Canadian Pacific Steamship Company en 1917. Renommé Empress of France en 1919.                                                                                           |
| 1914                | Calgarian                        | Fairfield Shipbuilding, Glasgow               | 17515         | Utilisé comme navire marchand armé entre 1914 et 1918. Propriété transférée à la Canadian Pacific Steamship Company en 1917. Torpillé en 1918. |